# Raión de Krasnapolle
Krasnapolle (en bielorruso: Краснапольскі раён) es un raión o distrito de Bielorrusia, en la provincia (óblast) de Maguilov. 
Comprende una superficie de 1225 km².

## Demografía
Según estimación 2010 contaba con una población total de 11176 habitantes.